# Coxwold
Coxwold är en ort och civil parish i Storbritannien.   Den ligger i grevskapet North Yorkshire och riksdelen England, i den centrala delen av landet, 300 km norr om huvudstaden London. Coxwold ligger 80 meter över havet och antalet invånare är 185.
Terrängen runt Coxwold är platt åt sydväst, men åt nordost är den kuperad. Runt Coxwold är det ganska tätbefolkat, med 67 invånare per kvadratkilometer. Närmaste större samhälle är Thirsk, 11,6 km väster om Coxwold. Trakten runt Coxwold består till största delen av jordbruksmark.